# Itame tephraria
Itame tephraria är en fjärilsart som beskrevs av Jean Baptiste Boisduval 1840. Itame tephraria ingår i släktet Itame och familjen mätare. Inga underarter finns listade i Catalogue of Life.